# Sztuka poczty

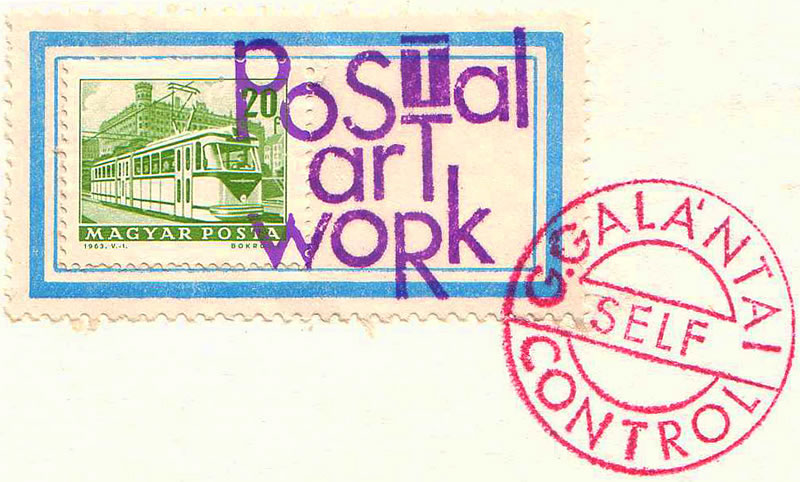
Przykład sztuki poczty (aut. György Galántai; 1981)

Sztuka poczty (ang. mail art, postal art lub communication art) – rodzaj działalności artystycznej, kierunek w sztuce drugiej połowy XX wieku, korzystający z poczty jako medium sztuki i narzędzia artystycznego. Anglojęzyczny termin mail art został spopularyzowany w latach 70. XX wieku.

## Specyfika sztuki

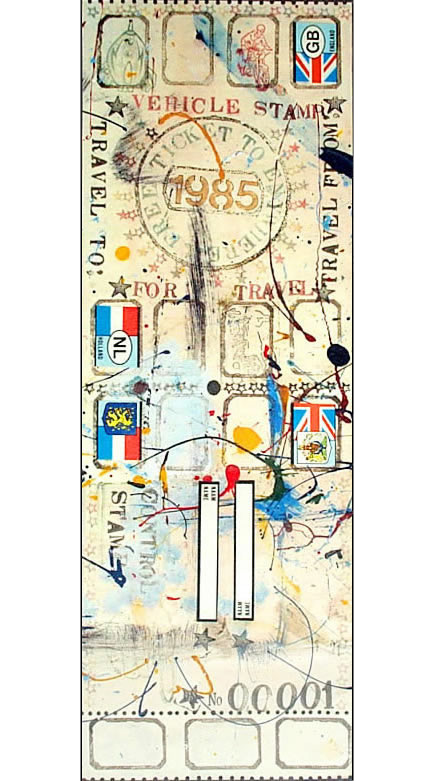
Sztuka poczty (Thuismuseum, Holandia; aut. A.D. Eker; 1985)

Artyści tego kręgu przesyłali listy, telegramy, paczki, stanowiące dzieła, często o charakterze konceptualnym (sztuka konceptualna). Przesyłano też informacje o własnej działalności artystycznej czy o własnym życiu, dzieła poezji wizualnej itp., tworząc w ten sposób rodzaj sieci obiegu sztuki poza instytucjami, takimi jak galerie i muzea. Wchodzenie w ten obieg polegało na udostępnianiu swojego adresu pocztowego, a funkcjonowanie wiązało się z interaktywnością (odpowiadanie na przesyłki) – była to więc wymiana pomiędzy twórcami.
Korzystano tu ze specyfiki przesyłki pocztowej: personalizacja odbiorcy, formułowanie uproszczonego komunikatu (telegram), przesyłka i jej opakowanie, pokonywanie przestrzeni (kontakty z odbiorcami z całego świata), i granic (szczególnie w społeczeństwach, gdzie istniała cenzura artystyczna), emocje związane z oczekiwaniem na odpowiedź, estetyka znaczków pocztowych i stempli itd. Organizowano też wystawy tego rodzaju twórczości, prezentujące indywidualne kolekcje korespondencji lub nadesłane odpowiedzi artystów na sformułowany problem.
Wiele pomysłów i charakter działań tej sztuki może funkcjonować w komunikacji internetowej (e-mail, strony www, w tym blogi). Internet daje możliwość na rozwijanie takich pomysłów, oferując przy tym nowe możliwości (np. listy interaktywne, przesyłanie multimedialnych materiałów).
Choć sztuka poczty była ruchem o zasięgu globalnym, to w różnych regionach w różny sposób go pojmowano. Amerykanie kładli nacisk na demokratyczną ponadnarodową wspólnotę idei i wartości obecną w ruchu, Włosi widzieli w nim alternatywę dla sztuki opanowanej przez instytucjonalno-finansowy układ, komercyjny i sprofesjonalizowany. Natomiast artyści z Europy Wschodniej widzieli w nim szanse na pełniejsze uczestnictwo w odizolowanym od nich artystycznym świecie.

## Historia

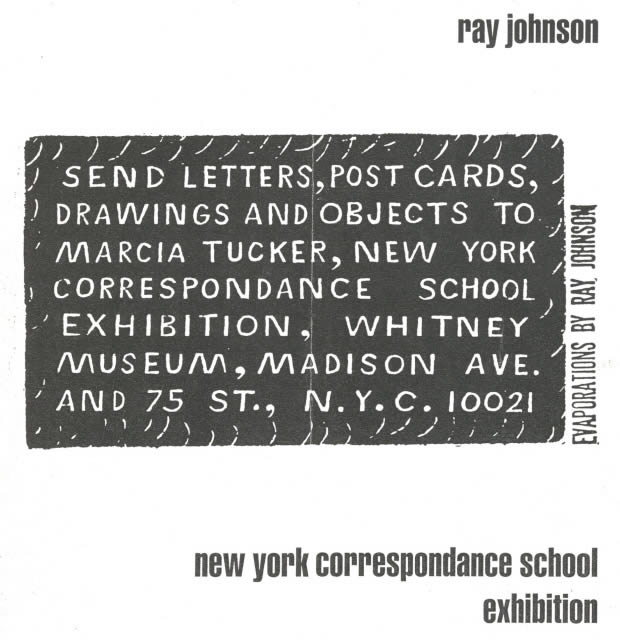
Zaproszenie od Raya Johnsona na pierwszy pokaz sztuki poczty (1970)

Źródeł sztuki poczty można doszukiwać się w dadaizmie, którego twórcy (jak i cała ówczesna awangarda) bardzo często korzystali z usług poczty, aby utrzymywać stały kontakt z rozproszonym po całej Europie środowiskiem, informując się nawzajem o swoich działaniach, a także wymieniając awangardowe pisma i poglądy. Futuryści opracowali nawet specjalny formularz, podzielony na tematyczne rubryki mające ułatwić i uporządkować krążenie myśli. Korespondencja dadaistów z kolei często traciła swój użytkowy charakter, skąd już blisko było do sztuki poczty (collages pocztowe Kurta Schwittersa i Hannah Höch). Historycy sztuki w większości są zgodni, by powstanie mail artu łączyć jednak z Rayem Johnsonem, twórcą bliskim ruchowi Fluxus, choć nigdy oficjalnie do niego nie należał. Przybył do Nowego Jorku w 1953 roku, w okresie, kiedy formowała się szkoła nowojorska, a abstrakcyjny ekspresjonizm zyskiwał coraz większy prestiż i instytucjonalną dominację. Niejako w odpowiedzi na tę sytuację, jako ironiczne przedrzeźnianie, Johnson w 1962 roku założył New York Correspondence School of Art, wykorzystując instytucję poczty do propagowania przeróżnych pomysłów, która 10 lat później stała się całym systemem instytucji, kontrolujących amerykański (z wolna nie tylko) obieg artystyczny. Pierwsza wystawa, nobilitująca mail art jako zjawisko współczesnej sztuki, to retrospektywa Johnsona w Muzeum Sztuki Whitney (N.Y.) i chociaż najczęściej za początek sztuki poczty podawany jest rok założenia New York Correspondence School of Art, to pierwsze listy i przesyłki Johnsona pochodzą z 1945 roku.
Korespondencyjna szkoła Johnsona skupiła aktywność ogromnej liczby twórców (co wobec faktu, że aby do niej należeć wystarczyło wysłać list nie dziwi), a ponieważ parodiowała artystyczne instytucje, kontestowała fakt postępującej profesjonalizacji, komercjalizację i „uświęcanie” sztuki, szybko zdobyła uznanie ruchu Fluxus i podobnie myślących twórców. Fluxus zresztą podjął i rozwinął idee Johnsosa. Poza tym dla wielu artystów konceptualnych poczta jawiła się jako idealne medium do przekazywania ich idei.
Przesyłki Johnsona stanowiły całkowite przeciwieństwo uduchowionej, spirytualnej poetyki abstrakcyjnego ekspresjonizmu, wprowadzały element zwykłości, powszedniości. Najczęściej były to collages z fragmentów prasy, wzbogacone o karykaturalne rysunki, opowiadające codzienne historie z życia autora.
Druga połowa lat 60. przyniosła znaczne przybranie ruchu mail art na sile. Do najbardziej znanych artystów tych lat wykorzystujących pocztę należą On Kawara i Mieko Shiomi. Pojawiały się wówczas wystawy złożone wyłącznie z prac nadesłanych pocztą, lub wykonanych wedle listownych instrukcji (Art Concept from Europe, 1970).

## Twórcy
Jednym z przedstawicieli tego ruchu był japoński konceptualista On Kawara. W jednym ze swoich działań rozsyłał telegramy do instytucji sztuki z przekazem: I am still alive („jeszcze żyję”), co jest reprezentatywne dla jego wykorzystującej minimalne środki twórczości. Mieko Shiomi wysyłała do swoich korespondentów rozsianych po całym globie proste instrukcje, np. żeby napisać na kartce słowo, zostawić tę kartkę w jakimś miejscu, a potem odesłać jej opis, co to było za słowo i w jakim miejscu zostało położone. Inna prośba to opisać, w którą stronę dana osoba była zwrócona określonego dnia o określonej porze lub aby danego dnia o określonej godzinie (podane godziny uwzględniały różnice czasu- wszystkie zdarzenia odbyły się równocześnie) wydać jakiś dźwięk, po czym opisać, jaki to był dźwięk, i gdzie był wydany. Odpowiedzi, które nadeszły zostały potem wydane w formie książki. Ben Vautier wysyłał listy o treści „Ja, Ben oznajmiam, że następujący podpis odniesiony do czegokolwiek nadaje temu czemuś status dzieła sztuki totalnej”.

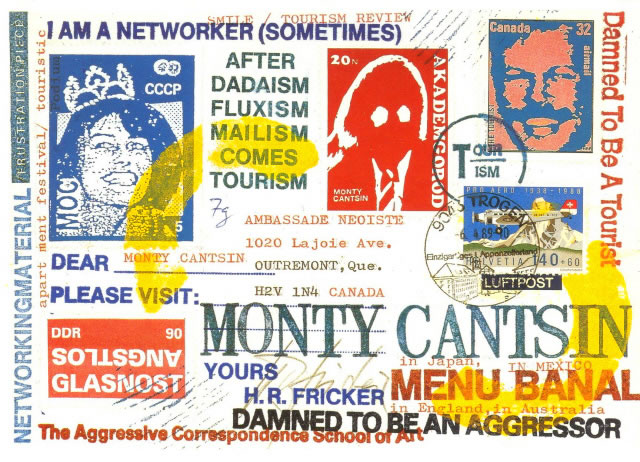
Koperta wzorowana sztuką poczty przesłana przez Szwajcara H.R. Frickera (1990)

Inni artyści, mniej lub bardziej intensywnie wykorzystujący w swojej twórczości pocztę, czy był to główny nurt ich zainteresowań czy też tylko poboczny, to: Daniel Buren, Alan Kirili, Joseph Beuys, Yves Klein, Christian Boltanski, Douglas Huebler, Jan Dibbets, Eric Andreson i Robin Page.
W Polsce prekursorskim wydarzeniem tej sztuki była wystawa Antoniego Halora zatytułowana „Kopertografika”, otwarta 20 kwietnia 1966 roku z inicjatywy ówczesnych studentów UW Henryka Depty oraz Jolanty Słobodzian w warszawskim Salonie Debiutów na Krakowskim Przedmieściu. Zaprezentowane zostały tam wykonane przez twórcę z użyciem różnych technik plastycznych, utrzymane w żartobliwej konwencji koperty przesłane Pocztą Polską w latach 1960-1966.
Anastazy Wiśniewski, twórca polskiej neoawangardy z lat 70., uchodzi za jednego z pierwszych przedstawicieli polskiej sztuki poczty. Aktywność jego nieistniejącej, przytakującej Galerii „TAK” manifestowała się głównie w formie tworzonych w biurokratycznym stylu druków, map, sprawozdań, raportów, pieczątek i wysyłek.
Polskim twórcą sięgającym po narzędzie poczty był również Andrzej Partum, konceptualista teoretyk sztuki, kompozytor, twórca Biura Poezji, które funkcjonowało jako rodzaj centrum-skrzynka adresowa dla działań mail artu. W 1971 roku Andrzej Kostołowski oraz Jarosław Kozłowski prowadzili projekt „Sieć”.

## Przykłady akcji
Akcja, której koordynatorem był Budhuin Simon (Belgia), a do korespondencji podany został adres: 71 rue d’Hoffschmidt, 6720 Habay, Belgium. Komunikat, informacja zachęcająca i wyjaśniająca brzmiała: „stwórz dzieło ze świnią w roli głównej, a na pewno otrzymasz odpowiedź…”. Ray Johnson koordynował akcję 14 lutego 1969 roku, która polegała na dostarczaniu przez różnych nadawców nietypowych przesyłek na adres nieuprzedzonej o akcji redakcji amerykańskiego czasopisma „Time”.